# 弱気
| ウィキペディアには「弱気」という見出しの百科事典記事はありません（タイトルに「弱気」を含むページの一覧/「弱気」で始まるページの一覧）。 代わりにウィクショナリーのページ「弱気」が役に立つかもしれません。 |